# First Coast Railroad
Die First Coast Railroad ist eine US-amerikanische Eisenbahngesellschaft im Güterverkehr, die sich im Besitz von Genesee and Wyoming (G&W) befindet. Sie operiert in Florida und Georgia auf der Strecke von Yulee ostwärts zum Hafen von Fernandina Beach sowie von Yulee nordwärts nach Seals. Die gesamte Streckenlänge liegt bei rund 51 Kilometern.
Die Bahngesellschaft wurde im April 2005 gegründet und übernahm ihre Strecken von der CSX Transportation. Ursprünglich erbaut und betrieben wurden die Strecken durch die Seaboard Air Line Railroad. Die Nord-Süd-Strecke wurde später auf dem Abschnitt zwischen Seals und Kingsland von der Seaboard Coast Line Railroad zugunsten der weiter westlich bestehenden, zuvor von der Atlantic Coast Line Railroad betriebenen Strecke über Callahan und Folkston stillgelegt.